# António Rodrigo Pinto da Silva
António Rodrigo Pinto da Silva (Porto, 13 de março de 1912 — Lisboa, 28 de setembro de 1992), geralmente abreviado para A. R. Pinto da Silva ou P.Silva, foi um botânico português que se destacou como taxonomista e fitossociólogo.
Formou-se em Engenharia Agronómica no Instituto Superior de Agronomia, em 1937. Dos seus estudos no âmbito da taxonomia e da florística resultou número apreciável de novos taxa e um melhor conhecimento da área de inúmeras plantas e da sua nomenclatura. Organizou o herbário da Estação Agronómica Nacional, que passou de pouco mais de 3000 a perto de 100 000 exemplares.
Foi pioneiro nos estudos de etnobotânica em Portugal, tendo publicado contribuições sobre nomenclatura vernácula da flora portuguesa, de plantas cultivadas e sobre a utilização popular de plantas espontâneas na alimentação. Colaborou com Josias Braun-Blanquet e Pierre Dansereau. Durante meio século deu apoio a arqueólogos, tendo publicado numerosos trabalhos na área da paleoetnobotânica entre os mais de 300 artigos, comunicações e notas em publicações nacionais e estrangeiras publicados ao longo da sua vida.

## Biografia
A. R. Pinto da Silva nasceu na freguesia de Cedofeita, no Porto, em 1912. Formou-se em Engenharia Agronómica no Instituto Superior de Agronomia da Universidade Técnica de Lisboa em 1937. Casou com a bióloga Quitéria de Jesus Gonçalves Pinto da Silva, fixando-se em Lisboa. Em 1968 tornou-se investigador coordenador da Estação Agronómica Nacional, onde exerceu a actividade de 1937 a 1982, ano da sua aposentação. Foi, desde a sua fundação em 1939, chefe do Departamento de Fitossistemática e Geobotânica, dedicando-se a estudos da flora e da vegetação de Portugal continental e, ainda, dos Açores. Além dos resultados da sua actividade, procurou estimular os seus colaboradores nestes e noutros campos de investigação, com resultados de considerável importância.

### Estudos de taxonomia, florística e etnobotânica
Dos seus estudos no âmbito da taxonomia e da florística resultou número apreciável de novos taxa, entre os quais se destacam os Silene rothmaleri Pinto da Silva, Convolvulus fernandesii Pinto da Silva & Teles e Digitalis heywoodii (Pinto da Silva & M. da Silva), incluindo novos taxa para a flora de Portugal e dos Açores e um melhor conhecimento da área de inúmeras plantas e da sua nomenclatura. Foi-lhe dedicada a nomenclatura de alguns taxa: Statice x pinto-silvae Rothm. (1940), Anabaena pintoi G. Guerrero (1951), Taraxacum pinto-silvae van Soest (1956), Coniothyrium pinto-silvae Sousa Dias & Silva Teixeira (1958), Hieracium pintodasilvae De Retz (1974), Alyssum pintodasilvae Dudley (1986) e Holcus pintodasilvae (2013).
Desde 1958, apesar da escassez de colaboradores, reuniu elementos para um Atlas Fitocorológico de Portugal, cobrindo mais de metade da área de Portugal. Organizou o herbário da Estação Agronómica Nacional, que sob a sua acção passou de pouco mais de 3000 a perto de 100 000 exemplares. Desenvolveu ainda colecções complementares (diásporos da flora portuguesa, de paleoetnobotânica, etc.) e ficheiros e arquivos diversos. Editou o Index Seminum e organizou o serviço de permuta e registo de sementes da citada Estação, desde 1939 a 1982. Primeiro com a colaboração do investigador coordenador eng. A. N. Telles, depois como membro do Conselho Técnico da Liga para a Protecção da Natureza, da qual foi um dos fundadores, e mais tarde em parecer que esta entidade apresentou à Electricidade de Portugal e que ficou inédito, estabeleceu as primeiras listas de áreas e localidades botânicas a proteger.
No tocante à vegetação iniciou, de uma forma sistemática, o estudos fitossociológico do manto vegetal de Portugal com a colaboração do botânico suíço Josias Braun-Blanquet e colaboradores dedicados, tendo estudado diversas comunidades e associações vegetais como carvalhais, florestas ribeirinhas, matos, carrascais, dunas, salgados, vegetação de solos calcários e de rochas ultramáficas, vinhedos, prados, pastagens, etc.
Além da investigação taxonómica e florística e da fitossiologia, dedicou-se à nomenclatura das plantas cultivadas e à nomenclatura botânica, tendo apresentado numerosas propostas para alterações ao Código Internacional de Nomenclatura Botânica e intervindo na discussão e votação durante as Sessões de Nomenclatura dos Congressos Internacionais de Botânica de Estocolmo - onde representou a Estação Agronómica Nacional e os Institutos Botânicos de Coimbra e do Porto - e de Paris, em representação da Estação Agronómica Nacional. Naquele congresso foi nomeado membro do Committee for Spermatophyta do qual fez parte de 1950 a 1969 e a que presidiu até que pediu escusa.
Foi pioneiro nos estudos de etnobotânica em Portugal, tendo publicado contribuições sobre nomenclatura vernácula da flora e de plantas cultivadas, e também sobre a utilização popular de plantas espontâneas na alimentação. Estudou as plantas sinantrópicas e os diásporos como impurezas dos cereais. Ainda que esporadicamente, também se ocupou da história da botânica em Portugal. Durante meio século deu apoio a arqueólogos portugueses e estrangeiros na identificação de macro-restos vegetais, coprólitos e impressões em cerâmica, de origem pré e proto-histórica, tendo publicado (e estando alguns em publicação) mais de quarenta comunicações, relatórios e nótulas de paleoetnobotânica, sobretudo de paleoagrobotânica, em diversas revistas nacionais e estrangeiras.

### Publicações e colaborações
A. R. Pinto da Silva publicou até 1992 mais de 300 artigos, comunicações e notas em numerosas publicações nacionais e estrangeiras. Foi assessor da Flora Ibérica desde o seu início, colaborou na revisão de áreas de distribuição da monumental obra de Meusel & collab. (1965, 1978), a "Vergleichende Chorologie der Zentraleuropäischen Flora". Como Regional Adviser e colaborador da "Flora Europaea", publicada de 1964 a 1980, realizou estudos no âmbito da Flora Europaea, tendo publicado nessa obra - além dos textos relativos aos géneros Iberis (colab.), Lupinus (colab.) e Armeria - diversas notas e comentários taxonómicos e nomenclaturais. Editou e colaborou nos 22 fascículos dos seus "De Flora Lusitana Commentarii ad Normam Herbarii Stationis Agronomicae Nationalis" (1946-1980). Editou, reorganizou e reviu, actualizando a nomenclatura, o "Catálogo das Plantas Vasculares dos Açores", da autoria do Prof. Doutor Ruy Telles Palhinha (1966).
Fez parte da comissão editorial da revista internacional "Vegetatio" e, desde o seu início, membro da comissão editorial dos "Excerpta Botânica" série B. Fez parte da Comissão de Redacção e Administração da "Agronomia Lusitana", desde 1962 até que foi aposentado. Fez parte do Grupo do Agar-agar, tendo colaborado na instalação duma fábrica, para exploração da que foi a primeira patente requerida a favor do Estado português. Foi orientador de vários relatórios finais do Instituto Superior de Agronomia que obtiveram altas classificações e que mereceram publicação.
Foi sócio da Botanical Society of the British Isles, da International Association for Plant Taxonomy, da Organization for the Phytotaxonomic Investigation of the Mediterranean Area, do Hunt Institute for Botanical Documentation, da Sociedade Broteriana, da Sociedade Portuguesa de Ciências Naturais, da Liga para a Protecção da Natureza e da Quercus. Sócio Correspondente da Academia das Ciências de Lisboa desde 27 de Janeiro de 1983, participou nos Colóquios da "História e Desenvolvimento da Ciência em Portugal" (1985), da "Problemática da Droga em Portugal (1986) e da "Problemática do Tabagismo em Portugal" (1987) (V. Publicações do II Centenário da Academia das Ciências de Lisboa.) Participou em diversos congressos, colóquios, simpósios, reuniões e excursões internacionais (algumas das quais organizou), quer no país, quer no estrangeiro.

## Taxa dedicada
Vários taxa foram dedicados a A. R. Pinto da Silva:
- Statice x pinto-silvae Rothm. (1940)
- Anabaena pintoi G. Guerrero (1951)
- Taraxacum pinto-silvae van Soest (1956)
- Coniothyrium pinto-silvae Sousa Dias & Silva Teixeira (1958)
- Hieracium pintodasilvae De Retz (1974)
- Alyssum pintodasilvae Dudley (1986)
- Holcus pintodasilvae M. Seq. & Castrov. (2013)

Espécies dedicadas a outros cientistas por Pinto da Silva:
- Rubia agostinhoi Dans. et P.Silva

## Associações
- Botanical Society of the British Isles
- International Association for Plant Taxonomy
- Organization for the Phyto-Taxonomic Investigation of the Mediterranean Area
- Hunt Institute for Botanical Documentation
- Sociedade Broteriana
- Sociedade Portuguesa de Ciências Naturais
- Liga para a Protecção da Natureza
- Quercus
- Academia das Ciências de Lisboa

## Obra publicada
Segue-se a lista das principais publicações de A. R. Pinto da Silva:
- Elementos para o estudo da determinação de origem dos trigos pelas sementes estranhas. Rev. Agron. 25:165-224.
- Algumas considerações sobre as plantas vasculares subespontâneas em Portugal. Agron. Lusit. 4:213-221. Cf. Bois. siera 19:297-303.
- Os carvalhais da Serra do Gerês: esboço fitossociológico. Agron. Lusit. 12:433-448. (Colab.)
- Flora vascular da Serra do Gerês. Ibid. 12:233-380. (Coord e colab.)
- Résultats de 2 (et 3) excursions géobotaniques à travers le Portugal septentrional et moyen. I(ibid. 14:313-323). II(ibid. 18:165-235). III(ibid.23:229-313), IV(ibid.33:217-234). (Colab.)
- A flora e a vegetação das áreas ultrabásicas do Nordeste Transmontano. Ibid. 30:175-361.
- Aspectos da alimentação de origem vegetal na pré e na proto-história. A flora agrícola de Portugal nos tempos primitivos. Col. Natura, n. sér. 1:33-43.
- A vegetação dos vinhedos portugueses. O Brassicetum Barrelieri. Agron. Lusit. 32:229-250.
- Description sommaire des aires visitées. Assoc. Intern. Phytosoc., Excursion au Portugal: 6-75. (colab.)
- O género Armeria Willd. em Portugal. Anu. Soc. Brot. 38:159-180. Droseraceae. ibid. 38:147-151. (colab.) Nyricaceae. ibid. 38:101-108.
- Ferns and flowering plants of the Azores. Agron. Lusit. 36:5-94. (colab.)
- Acerca da flora e da vegetação da Serra da Estrela. Col. Parques Naturais, 7. (colab.). (2 edições: a 3.ª ed. em inglês em preparação.).
- Plantas em perigo. (8 artigos no Bol. Comissão do Ambiente).
- Comvolvulus Fernandesii Pinto da Silva & Teles. Bol. Soc. Brot. 2. sér. 54:233-237. (colab.). Cf. ibid.-53:515-518.).
- Sobre a sistemática dos pinheiros-bravos portugueses. Brotéria, sér. Ci. Nat. 16:61-76.
- First account of the limestone flora and vegetation of N.W. Portugal and their climatic and ecological significance. Bol. Soc. Brot. 32, 2.ª sér.: 287-296. (colab.)
- Uma subespécie serpentinícola da Arenaria tetracuetra L. Collect. Bot. 7:945-946.
- Qu'est ce que l'Armeria neglecta Girard? Bol. Soc. Port. Ci. Nat., 2.ª sér. 12:231-236. (colab.).
- A flora da Serra de Sintra. Port. Acta Biol. sér. B, 15:5-258.
- A paleoetnobotânica na arqueologia portuguesa desde 1931 a 1987. Actas do Encontro "Paleoecologia e Arqueologia": 5-36. I-XIII Estampas.
- Ecology of serpentinized áreas of north-east Portugal. (Colab.). In: The ecology of áreas with serpentinized rocks. A world view. Edit. B. A. Roberts & J. Proctor, ???ordrecht, 1992.
- Algumas características da flora portuguesa. Revista da Liga para a Protecção da Natureza. 1. No prelo.
- Ornithopus sativus Brotero (Leguminosae). Proposta de novo neotipo. Taxon 38:293-295.
- Novidades da flora sintrana. Bol. Soc. Brot. sér. 2, 60:147-162. (Colab.).
- Daphne Laureola L., uma planta esquecida. Rev. Biol. Univ. Aveiro, 1:19-22. (Colab.).
- Carlina vulgaris L. em Portugal. Rev. Biol. Univ. Aveiro, 1:23-24. (Colab.).
- A vegetação da Serra de Sintra. Primeiras impressões. Fac. Ci. Lisboa. (colab.)
- Acerca do (não) ensino da Taxonomia vegetal. Anu. Soc. Brot. 54:19-21.
- O género Ehrharta na Europa. A propósito da ocorrência da E. calycina Sm. em Portugal e na Espanha. II Reunión del Grupo Botanico Gallego: 95-98. (Colab.)
- Brotero na sua terra natal. Memórias suas no concelho de Loures. Anu. Soc. Brot. (No prelo)
- Impressões de vegetais em cerâmica do Castro de Zambujal (Torres Vedras, Estremadura, Portugal). (Em public.)
- A mais preciosa jóia da flora de Portugal. (Em public).

Obra inédita
- A flora económica de Lisboa seiscentista no Viridarium Lusitanum. (inédito).